# Гаусторія

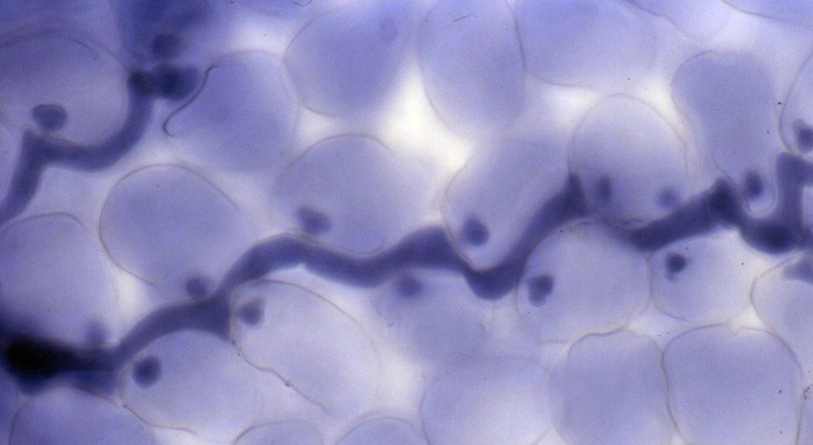
Hyaloperonospora parasitica: гіфа з гаусторіями

Гаусто́рія (лат. haustus від haurire — «пити») — термін у ботаніці та мікології.
Гаусторія в ботаніці, або п'ята́ — орган живлення та прикріплення до субстрату в паразитичних рослин або рослинних форм, що не здатні до самостійного існування (наприклад, у спорофітів мохів) та деяких паразитів.
Гаусторії в мікології — бічні відгалуження гіфів паразитичних грибів, що здатні проникати у клітини організму-господаря.
Гаусторія — відгалуження гіфи грибниці, що проникає в інші клітини і виконує всисну функцію.